# 1971 no teatro

## Nascimentos
| Data            | Nome           | Profissão                  | Nacionalidade  | Observações | Ref |
| --------------- | -------------- | -------------------------- | -------------- | ----------- | --- |
| 3 de fevereiro  | Sarah Kane     | dramaturga                 | Reino Unido    | m. 1999     |     |
| 12 de janeiro   | Fernando Pavão | Ator (cinema, tv e teatro) | Brasil         |             |     |
| 15 de fevereiro | Renée O'Connor | atriz e diretora           | Estados Unidos |             |     |
| 13 de julho     | Murilo Benício | ator (cinema, tv e teatro) | Brasil         |             |     |
| 10 de agosto    | Fábio Assunção | ator                       | Brasil         |             |     |
| 15 de novembro  | Marcelo Faria  | ator                       | Brasil         |             |     |

## Mortes
| Data | Nome | Profissão | Nacionalidade | Observações | Ref |
| ---- | ---- | --------- | ------------- | ----------- | --- |